# دوري السوبر الألباني 1959
دوري السوبر الألباني 1959 (بالألبانية: Kategoria e Parë 1959‏) هو الموسم 22 من دوري السوبر الألباني. أقيم خلال الفترة 22 مارس 1959 وحتى 6 ديسمبر 1959، وأشرف على تنظيمه اتحاد ألبانيا لكرة القدم، وكان عدد الأندية المشاركة فيه 8، وفاز فيه بارتيزاني تيرانا.